# Хейзлвуд, Джозеф
Джозеф Джефри Хейзлвуд (англ. Joseph Jeffrey Hazelwood, 24 сентября 1946 года) — американский моряк, капитан нефтяного танкера «Эксон Валдиз», потерпевшего крушение в 1989 году. Он был обвинён в нахождении в состоянии алкогольного опьянения в ходе инцидента, но суд признал его невиновным по этому обвинению. Хазелвуд был осужден за преступную халатность, повлёкшую за собой разлив нефти, приговорён к штрафу в 50 тыс. долларов и тысяче часов общественных работ. В 1989 году выброс нефти из танкера «Эксон Валдиз» занял 53-е место в списке крупнейших выбросов нефти в истории.

## Ранние годы
Хейзлвуд родился в Хокинсвилле (Hawkinsville), штат Джорджия, вырос в Хантингтоне, штат Нью-Йорк на северном берегу острова Лонг-Айленд. Его отец Джозеф (род. в 1922) был пилотом - торпедоносцем корпуса морской пехоты, впоследствии стал пилотом авиалиний. Его мать Маргарет родилась в 1920 году в Джорджии. Джозеф стал их первенцем. В 1969 он женился на Сюзанне, у них есть дочь Элисон (род. 7 сентября 1975 года).
В 1964 Хейзлвуд окончил школу в Хантингтоне, его тест IQ равен 138 баллам. В юности он был заядлым моряком и состоял в организации Sea Scouts (Морские скауты). В мае 1968 года он получил степень бакалавра по морским перевозкам в морском колледже Нью-Йорка.

## Карьера
10 июля 1968 года, по окончании колледжа, он поступил на работу третьим помощником в Humble Oil and Refining Company, впоследствии ставшей Exxon Shipping Company. Первым судном, где он служил, был Esso Florence (порт приписки Уилмингтон, штат Северная Каролина). Хейзлвуд поднимался по ступеням в торговом флоте и в возрасте 31 года получил лицензию капитана. В 32 года он стал самым молодым капитаном из работавших на компанию Эксон, в 1978 он командовал судном Exxon Philadelphia (нефтяной танкер маршрута Калифорния-Аляска). В 1985 он был капитаном судна - перевозчика асфальта Exxon Chester, который попал в шторм на маршруте Нью-Йорк — Южная Каролина. Сильный ветер повредил мачту судна и установленный на ней радар и антенны радиосвязи. Хотя экипаж приготовился покинуть судно, Хейзлвуду удалось сплотить их и отвести судно в безопасное место. В 1987 он стал вторым капитаном танкера Exxon Valdez, судно получило награды флота Эксон за безопасность в 1987 и 1988 годах.
С 1984 штат Нью-Йорк трижды приостанавливал или аннулировал водительские права Хейзлвуда за преступления на почве злоупотребления алкоголем. Ко времени инцидента с Exxon Valdez штат Нью-Йорк приостановил действие водительских прав Хейзлвуда ввиду ареста за вождение в нетрезвом виде 13 сентября 1988 года. Хейзлвуд прошёл программу реабилитации в South Oaks Hospital (Амитвилль, Нью-Йорк). После реабилитации он получил 90 дней отпуска для участия в программе «Анонимные алкоголики», но неизвестно посещал ли он их во время отпуска.

## Выброс нефти из танкера Exxon Valdez

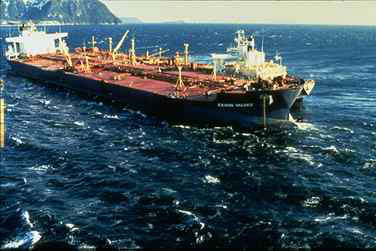
Три дня после катастрофы. Танкер «Эксон Валдиз» перекачивает оставшуюся нефть в другой танкер.

Exxon Valdez вышел из порта Валдиз в штате Аляска в 23 марта 1989 года в 21:12. На его борту было 53 млн галлонов сырой нефти, предназначавшейся для Калифорнии. Лоцман залива провёл судно через теснины пролива близ Валдиза и передал управление судном капитану Хейзлвуду. Корабль отклонился от маршрута для исходящих судов (схемы разделения движения), чтобы избежать айсбергов. В ходе манёвра Хейзлвуд оставил мостик управления, а во время инцидента находился в своей каюте. Управление судном Хейзлвуд оставил на третьего помощника Грегори Кузинса, а на площадке наблюдения — вперёдсмотрящего Роберта Кагана и дал третьему помощнику инструкции вернуться на южную полосу движения в установленное время. Судну не удалось вернуться на морские пути. 24 марта 1989 года в 12.04 танкер налетел на Блайт-риф. В результате столкновения 11 млн галлонов нефти (20 % от всего груза) вылилось в пролив принца Уильяма.
В ходе суда над Хейзлвудом обвинению от штата Аляска не удалось доказать присяжным, что Хейзлвуд находился в состоянии опьянения когда судно село на мель. По собственному признанию капитана этой ночью между 4:30 и 6:30 он выпил «две или три порции водки», содержание алкоголя в крови составило 0,61. Однако защита указала на то, что образцы крови были взяты через десять часов после аварии и с ними обращались несоответственно. В большинстве штатов, включая Аляску, не допускается брать образцы по истечении трёх часов; в образец крови Хейзлвуда не были добавлены реактивы, чтобы предотвратить ферментацию, благодаря которой содержание алкоголя в образце увеличилось, сделав результат неверным. В результате аварии Береговая охрана США приостановила на 9 месяцев капитанскую лицензию Хейзлвуда. Он был признан невиновным по всем пунктам обвинения в совершении уголовных преступлений, но был осужден за халатность, повлёкшую за собой выброс нефти и был приговорён к штрафу в 50 тыс. долларов и к тысяче часов общественных работ.

## После инцидента
Лицензия капитана Хейзлвуда никогда не была аннулирована и стала действительной к указанной дате, но ему так и не удалось найти постоянную работу в качестве капитана после аварии. Спустя год, чтобы продемонстрировать свою солидарность, его альма - матер SUNY Maritime College нанял его в качестве преподавателя на борт Empire State V. В 1997 он работал как правовой и морской консультант на фирму Chalos & Brown в Нью-Йорк-сити, он представлял интересы фирмы в судебных делах. В 1997 он проживал в Хантингтоне на острове Лонг-Айленд, штат Нью-Йорк.
Хотя он и был первоначально приговорён помогать в очистке от нефти, ввиду длительности апелляционного процесса его общественные работы прошли в Анкоридже (Аляска). С 1999 он собирал мусор вдоль местных дорог, затем работал в местной бесплатной столовой Bean’s Café. Его общественная служба продолжалась свыше пяти лет согласно Anchorage Parks Beautification Program. Штраф в 50 тыс. долларов он выплатил в мае 2002 года.
В 2009 Хейзлвуд принёс «извинения от всего сердца» народу Аляски, но говорил, что несправедливо обвинён в катастрофе. Он сказал: «Подлинная история — для тех, кто хочет смотреть фактам в лицо, но это не сексуальная история и это нелёгкая история». Репортёр - расследователь Грег Палас поддерживает заявление Хейзлвуда и возлагает значительную часть вины на компанию Эксон. Он пишет: «Забудьте сказочку о выпившем шкипере. Третий помощник никогда бы не налетел на Блайт - риф, если бы увидел его на экране радара системы RAYCAS. Но радар не был развёрнут. Факт, что судовой радар был сломан и неработоспособен более чем за год до катастрофы и менеджеры Эксона это знали. (По мнению Эксона) было слишком дорого починить радар и работать с ним». Хейзлвуд заявляет что эта история всегда вызывает у него дрожь. Его извинения помещены в виде интервью в книге Шэрон Бушел (Sharon Bushell): «The Spill: Personal Stories from the Exxon Valdez Disaster».

## В культуре
Немедленно после аварии Хейзлвуд стал мишенью анекдотов и ночных телешоу. Для примера в ночном комедийном шоу Дэвида Летермана пометили такое объяснение: «Я просто пытался соскрести немного льда с рифа для моего коктейля маргарита». В комических рисунках The Far Side он изображён неуклюжим недотёпой в различные моменты своей жизни: ребёнком (с чашкой), подростком (ручка протекает в карман его рубашки) и другие. Серия из шести рисунков заканчивается изображением того как Хейзлвуд управляет судном внутри водонапорной башни.
В фильме 1995 года «Водный мир» Хейзлвуд изображён в качестве святого покровителя злодея Дьякона, атамана банды разбойников Укурков (Дымовиков). Его портрет висит в рубке их судна Exxon Valdez. В 2001 Хейзлвуд показан в эпизоде «Робо-Птица c Ледяной Планеты» мультсериала Футурама. Капитан межгалактического нефтяного танкера Бендер недостаточно выпил (по абсурдной параллели роботы в мультфильме нуждаются в заправке алкоголем, чтобы функционировать должным образом) и разбил танкер в заповеднике для пингвинов на Плутоне, залив всё нефтью.